# Crisia operculata
Crisia operculata är en mossdjursart som beskrevs av Robertson 1910. Crisia operculata ingår i släktet Crisia och familjen Crisiidae. Inga underarter finns listade i Catalogue of Life.